# Шри Ланка на Светском првенству у атлетици на отвореном 2023.
Шри Ланка је учествовала на 19. Светском првенству у атлетици на отвореном 2023. одржаном у Будимпешти од 19. до 27. августа седамнаести пут. Репрезентацију Шри Ланке је представљала су 5 такмичара (4 мушкарца и 1 жена) који се такмичили у 3 дисциплине (2 мушке и 1 женска). , .
На овом првенству такмичари Шри Ланке нису освојили ниједну медаљу нити су остварили неки резултат.

## Учесници
| Мушкарци: - Аруна Даршан — 400 м, 4х400 м - Рајита Нерањан Рајкаруна — 4х400 м - Пабасара Нику — 4х400 м - Калинга Кумараге — 4х400 м | Жене: - Дилхани Лекамге — Бацање копља |

## Резултати

### Мушкарци
| Атлетичар                                                            | Дисциплина | Лични рекорд | Квалификације | Квалификације | Полуфинале           | Полуфинале           | Финале                | Финале       | Детаљи |
| Атлетичар                                                            | Дисциплина | Лични рекорд | Резултат      | Место         | Резултат             | Место                | Резултат              | Место        | Детаљи |
| -------------------------------------------------------------------- | ---------- | ------------ | ------------- | ------------- | -------------------- | -------------------- | --------------------- | ------------ | ------ |
| Аруна Даршан                                                         | 400 м      | 45,45        | 45,70         | 6. у гр. 1    | Није се квалификовао | Није се квалификовао | Није се квалификовао  | 34 / 41 (45) |        |
| Аруна Даршан Рајита Нерањан Рајкаруна Пабасара Нику Калинга Кумараге | 4 х 400 м  | 3:01,56 НР   | 3:03,25       | 8. у гр. 2    |                      |                      | Није се квалификовала | 17 / 17      |        |

### Жене
| Атлетичарка     | Дисциплина   | Лични рекорд | Квалификације | Квалификације | Полуфинале | Полуфинале | Финале                | Финале       | Детаљи |
| Атлетичарка     | Дисциплина   | Лични рекорд | Резултат      | Место         | Резултат   | Место      | Резултат              | Место        | Детаљи |
| --------------- | ------------ | ------------ | ------------- | ------------- | ---------- | ---------- | --------------------- | ------------ | ------ |
| Дилхани Лекамге | Бацање копља | 60,93        | 55,89         | 14. у гр. А   |            |            | Није се квалификовала | 22 / 34 (36) |        |